# Metačustva
Metačustva so pojem v psihologiji, ki se nanaša v skladu s splošno predpono meta- na čustva, ki jih - največkrat nehote ali nevede - občutimo do svojih spontanih čustev.
Metačustva so lahko kratkotrajna ali dolgotrajna. Slednja lahko delujejo bodisi omejevalno ali celo represivno, ali pa podpihujejo občutenje določenih čustev, kar se odraža na osebnostnih potezah, psihodinamiki, družinski in skupinski dinamiki, organizacijski klimi, čustvenih motnjah, vendar na drugi strani meta-interes kot meta-čustvo omogoča tudi, da se lahko zavedamo svojih spontanih čustev in s tem čustveno inteligenco.